# Église d'Imatrankoski
L'église d'Imatrankoski (en finnois : Imatrankosken kirkko) est une église luthérienne située à Imatra en Finlande.

## Présentation
L'église conçue par  Aleksis Lindqvist est inaugurée le 31 octobre 1954.
L'autel, la chaire et les bancs sont dus à Yrjö Vaskinen.
Le retable représentant la scène Venez à moi est peint par Arvid Liljelund en 1888 pour l'église de Jääski ; il sera transféré à d'Imatrankoski en 1948.

## Galerie

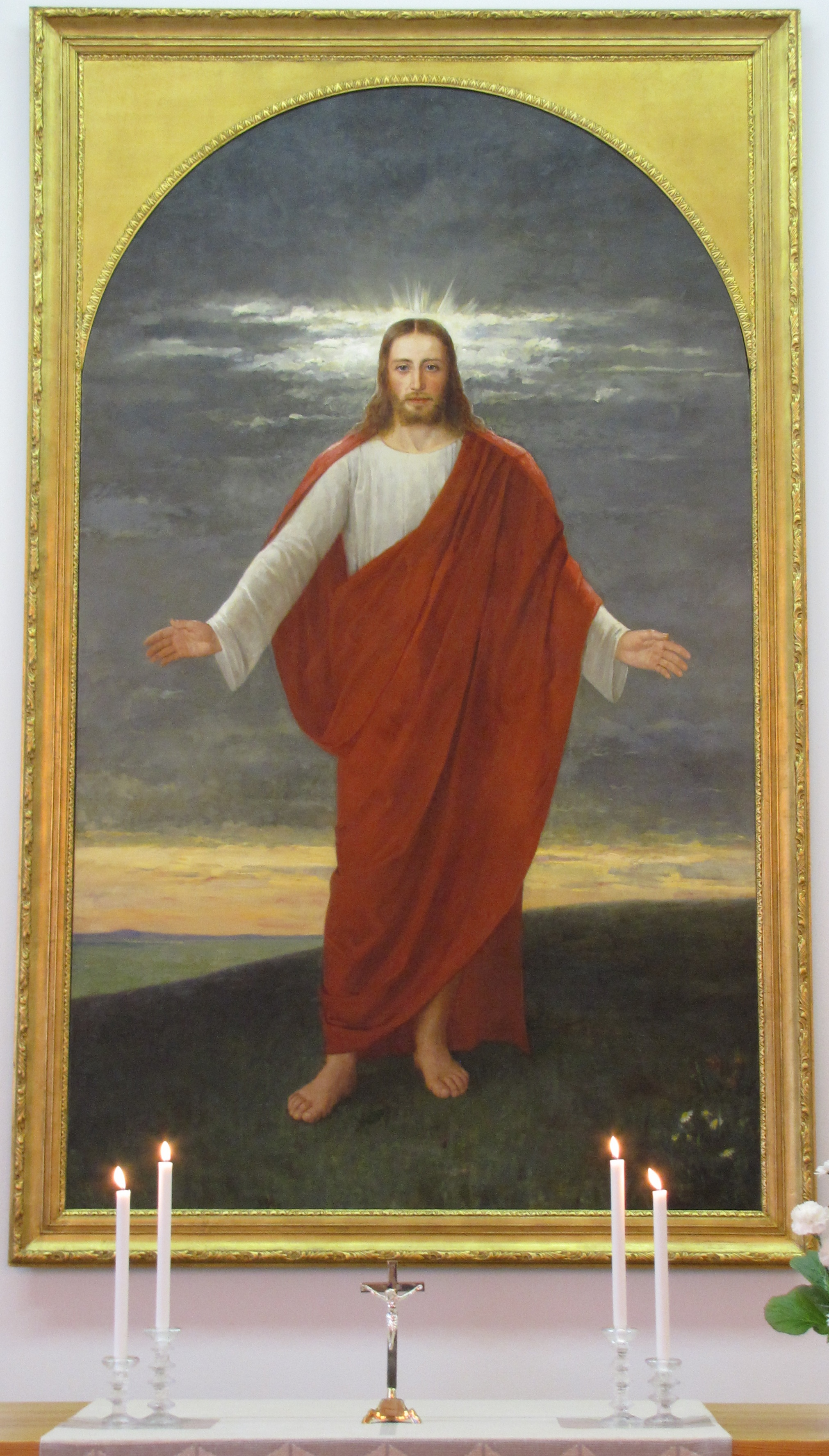
Retable peint par Arvid Liljelund.